# Лист, Вильгельм
Зигмунд Вильгельм Вальтер Лист (нем. Wilhelm List; 14 мая 1880[…], Иллеркирхберг — 17 августа 1971, Гармиш-Партенкирхен, Бавария) — немецкий генерал-фельдмаршал (с 1940), участник Первой и Второй мировых войн.

## Биография

### Начало карьеры
В июле 1898 начал военную службу фанен-юнкером (кандидат в офицеры) в 1-м Баварском сапёрном батальоне. В марте 1900 произведён в лейтенанты.
В 1911 закончил Баварскую Военную Академию. До начала Первой мировой войны служил в Баварском генеральном штабе (с марта 1913 в звании капитана).

### Первая мировая война
С начала войны служил в штабе 2-го Баварского армейского корпуса. Летом 1916 — в военном министерстве Баварии. С августа 1916 по февраль 1917 — начальник интендантского отдела штаба армейской группы «Штранц». С февраля 1917 по март 1918 — начальник оперативного отдела штаба 8-й Баварской резервной дивизии. Затем вновь в военном министерстве Баварии.
Награждён Железными крестами обеих степеней, и ещё шестью орденами Германии, Австрии и Болгарии. Получил знак за ранение (тяжёлое заболевание во время службы, зимой 1915).

### Между мировыми войнами
В 1919—1923 — на штабных должностях, с сентября 1919 — майор. Затем командир егерского батальона (подполковник), с октября 1924 — начальник оперативного отдела штаба 8-й пехотной дивизии.
С сентября 1926 — в военном министерстве (департамент подготовки войск), с марта 1927 — полковник, начальник департамента.
В 1930—1933 начальник военного училища в Дрездене. Генерал-майор, с октября 1932 — генерал-лейтенант.
В 1933—1935 командир 4-й пехотной дивизии и командующий 4-м военным округом (Дрезден).
С октября 1935 — генерал пехоты, командующий 4-м армейским корпусом и 4-м военным округом (Дрезден).
В 1938 участвовал во вторжении в Чехословакию.
С апреля 1939 — генерал-полковник.

### Вторая мировая война
В 1939 году участвовал во вторжении в Польшу во главе 14-й армии и приданными словацкими войсками. Награждён планками к Железным крестам (повторное награждение) и Рыцарским крестом.
В 1940 году участвовал во вторжении во Францию во главе 12-й армии, за что получил звание генерал-фельдмаршала.
В июле-октябре 1941 года — командующий немецкими войсками на Балканах.
С октября 1941 по июль 1942 года — в отпуске по болезни.
Летом 1942 года руководил успешным наступлением группы армий «А» на Северном Кавказе. 5 августа был взят Ворошиловск, 9 августа — Краснодар. 21 августа над горой Эльбрус был поднят флаг Германии.

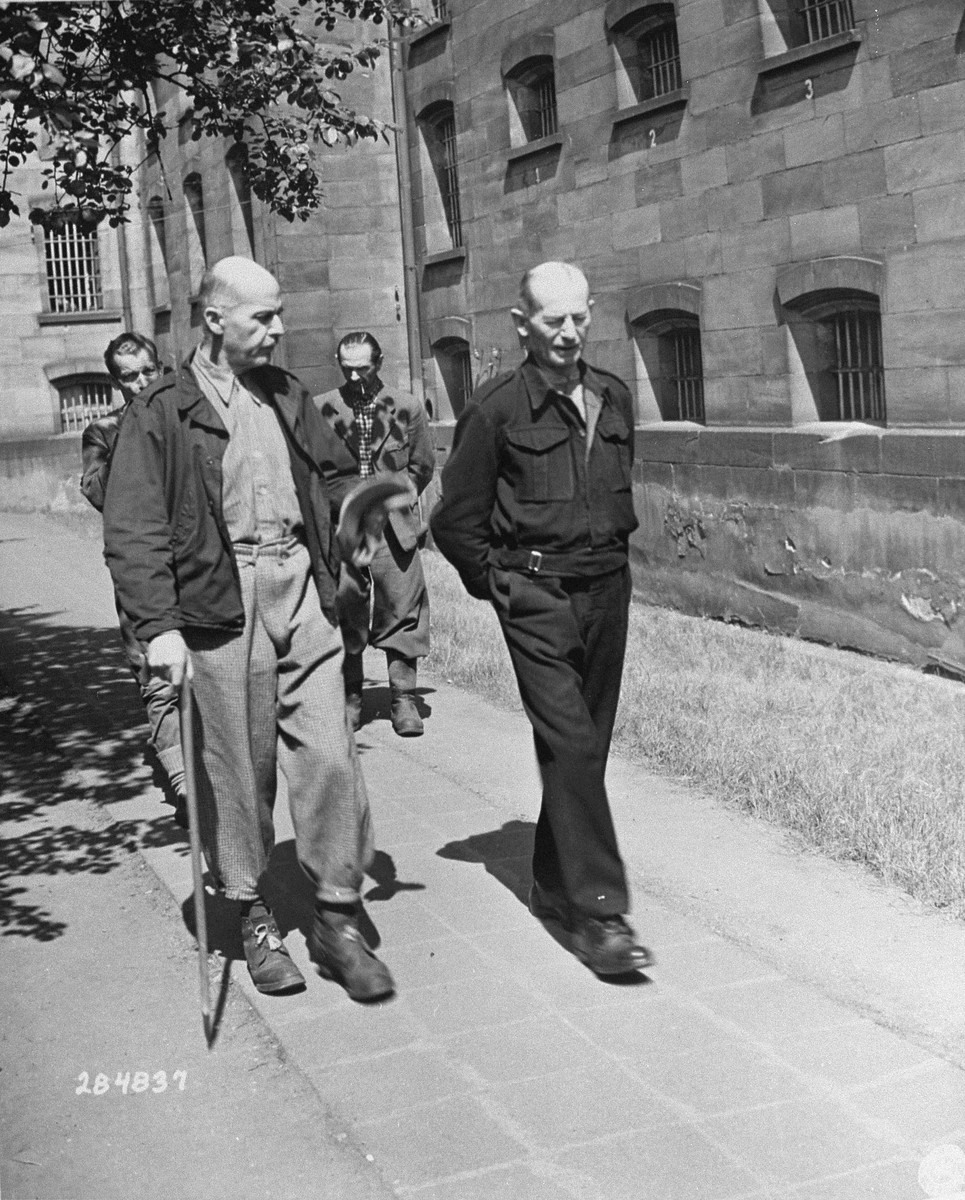
Лист, Вильгельм

Однако 10 сентября 1942 года Гитлер отстранил фельдмаршала Листа от командования группой армий (за невыполнение задачи выхода к Каспийскому морю) и отправил его в резерв Верховного Главнокомандования сухопутных сил.
Лист имел некоторые контакты с военным крылом заговорщиков, впоследствии организовавших покушение на Гитлера 20 июля 1944 года. Однако, посочувствовав Беку, отказался от участия в заговоре.

### После Второй мировой войны
30 апреля 1945 года Лист был взят в плен американскими войсками, судим за оккупацию Балкан, в 1948 году приговорён к пожизненному заключению. В декабре 1952 года освобождён по состоянию здоровья.

## Награды
- Железный крест 2-го и 1-го класса (1914) (Королевство Пруссия)
- Королевский орден Дома Гогенцоллернов рыцарский крест с мечами (Королевство Пруссия)
- Орден Фридриха рыцарский крест (Королевство Вюртемберг)
- Орден «За военные заслуги» 4-го класса с мечами и короной (Королевство Бавария)
- Знак за ранение (1918) чёрный
- Крест «За военные заслуги» 3-го класса с воинским отличием (Австро-Венгрия)
- Орден «За военные заслуги» рыцарский крест (Царство Болгария)
- Пряжка к Железному кресту 2-го и 1-го класса
- Рыцарский крест Железного креста (30 сентября 1939)